# Thomas Ravenscroft
Thomas Ravenscroft ([...?], 1588 - Londres, 1635) fou un compositor anglès del Renaixement i el primer període Barroc.
Fou mestre dels infants de cor de l'església de Sant Pau de Londres, i també es dedicà al comerç de la música. Fou batxiller en música per la Universitat de Cambridge (1607) i és considerat com el músic més instruït del seu temps.
Se li deuen nombroses obres, entre elles les col·leccions de cants titulades Pommelia (Londres, 1609); Denteromelia (Londres, 1609), i Melismata (Londres, 1611); i una altra de salms (Londres, 1621-23), i entre les quals hi ha algunes obres compostes per Ravenscroft.
A més, publicà, un opuscle titulat A brief discourse of the true but neglected use of characterising the degree by their perfection, imperfection and diminution in mesurable musicke...(Londres, 1614).